# Armando di Borbone-Conti
Armando di Borbone, principe di Conti (Parigi, 11 ottobre 1629 – Pézenas, 12 febbraio 1666), iniziò il ramo collaterale dei Borbone-Conti da quello dei Borbone-Condé.
Secondo figlio maschio (terzogenito) di Enrico II di Borbone-Condé (1588 – 1646) e di Carlotta Margherita di Montmorency, fu il primo principe di Borbone-Conti, titolo istituito appositamente per lui nello stesso suo anno di nascita. Ebbe come padrino di battesimo il cardinale Richelieu e come madrina la duchessa di Montmorency. Suo fratello maggiore fu Luigi II di Borbone-Condé, detto il Gran Condé.

## Biografia

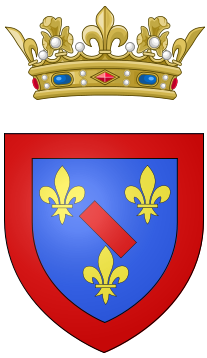
Arme dei princi di Conti

### Gli studi
Cagionevole di salute, leggermente gobbo, fu destinato dai suoi genitori alla carriera ecclesiastica e compì la sua formazione presso il collegio dei gesuiti di Clermont, ove ebbe come compagno il commediografo Molière.
Dal 12 dicembre 1641 ricevette la commenda dell'abbazia di Saint-Denis e l'anno seguente fu nominato abate di Cluny e successivamente riceverà ancora le commende di sette altre abbazie e di cinque priorati.
Il 6 agosto 1643 ebbe il diploma di "maestro delle arti" e nel 1646 il baccalaureato in teologia dell'università di Bourges.
Alla morte del padre, nel 1646 il suo destino fu sottoposto ad un consiglio di famiglia che decise, con suo gran rammarico, la sua ulteriore permanenza di un anno presso i gesuiti.

### Partecipazione alla Fronda
Nel mese di gennaio 1649 insieme al cognato, duca di Longueville, prese parte alla Fronda parlamentare della quale divenne il capo. L'8 febbraio dello stesso anno fu sconfitto a Charenton dal fratello maggiore Luigi II, rimasto fedele alla corona. Quest'ultimo tuttavia, dopo la pace di Rueil, si legò alla Fronda, e i due fratelli insieme al duca di Longueville ne divennero i capi. Essi furono arrestati al Palais-Royal il 16 gennaio 1650 ed imprigionati dapprima nel castello di Vincennes, quindi in quello di Morcoussis ed infine nella fortezza di Havre.
L'anno successivo il cardinale Mazzarino fu costretto all'esilio ed il principe di Conti fu liberato il 7 febbraio.
Suo fratello, diventato troppo importante nella direzione dello Stato per non venir consultato, gli impedì di sposare Carlotta di Lorena (1627 – 1652), figlia della duchessa di Chevreuse e confidente di Anna d'Austria.
Nel 1653 il principe di Conti, che si era ritirato a Pézenas nella Linguadoca, fece atto di sottomissione al re e, riconciliatosi con il Mazzarino, ne sposò il 21 febbraio 1654 la nipote Anna Maria Martinozzi (1639 – 1672).

### Attività politica e militare
Dal giugno 1654 assunse il comando dell'armata che invase la Catalogna e nel 1656 aprì gli Stati di Linguadoca a Montpellier.
Il 28 marzo 1657 era stato nominato gran maestro di Francia, avendo egli rinunciato alla sua vita libertina a seguito di una malattia venerea di cui soffriva. In primavera condusse l'esercito francese ad invadere la Spagna e successivamente assunse il comando dell'armata d'Italia con la quale pose - tra il luglio e l'agosto del 1657, e senza successo - l'assedio alla città di Alessandria. 
Il 16 gennaio 1660 Luigi XIV gli concesse una pensione di 60.000 lire ed il 26 febbraio fu nominato comandante in capo della Linguadoca.

### Ritiro e morte
Installatosi nel castello di Granges-des-Prés si dedicò agli studi ed al misticismo fino alla morte. Il suo corpo fu inumato nella certosa di Villeneuve-lés-Avignon. La sua tomba fu profanata durante la Rivoluzione francese. Le sue ossa furono trasferite nel 1906 nella cripta dell'oratorio di Port-Royal-en-Champ.
Nel 1666 pubblicò un Trattato sulla commedia e sugli spettacoli, nel quale condannava le tragedie di Corneille e le commedie di Molière, del quale tuttavia era stato protettore dal 1653 al 1656. Fu anche autore di un'opera dal titolo: "I doveri dei Grandi".

## Discendenza
Dal matrimonio con Anna Maria Martinozzi nacquero due figli:
- Luigi Armando, (*1661 †1685), secondo principe di Conti
- Francesco Luigi, (*1664 †1709), terzo principe di Conti

## Ascendenza
|                                    |                     |                                 | Genitori                           |  |  | Nonni |  |  | Bisnonni                 |  |  | Trisnonni                   |  |
|                                    |                     |                                 |                                    |  |  |       |  |  | Luigi I di Borbone-Condé |  |  | Carlo IV di Borbone-Vendôme |  |
|                                    |                     |                                 |                                    |  |  |       |  |  | Luigi I di Borbone-Condé |  |  | Carlo IV di Borbone-Vendôme |  |
|                                    |                     | Francesca d'Alençon             |                                    |  |  |       |  |  | Luigi I di Borbone-Condé |  |  |                             |  |
| Enrico I di Borbone-Condé          |                     |                                 |                                    |  |  |       |  |  | Luigi I di Borbone-Condé |  |  |                             |  |
|                                    |                     | Éléonore de Roucy               | Charles de Roye, conte di Roucy    |  |  |       |  |  |                          |  |  |                             |  |
|                                    |                     | Éléonore de Roucy               | Charles de Roye, conte di Roucy    |  |  |       |  |  |                          |  |  |                             |  |
|                                    |                     | Éléonore de Roucy               | Madeleine de Maillé, dama di Conti |  |  |       |  |  |                          |  |  |                             |  |
| Enrico II di Borbone-Condé         |                     | Éléonore de Roucy               |                                    |  |  |       |  |  |                          |  |  |                             |  |
|                                    |                     | Luigi III de La Trémoille       | Francesco II de La Trémoille       |  |  |       |  |  |                          |  |  |                             |  |
|                                    |                     | Luigi III de La Trémoille       | Francesco II de La Trémoille       |  |  |       |  |  |                          |  |  |                             |  |
|                                    |                     | Luigi III de La Trémoille       | Anna di Laval                      |  |  |       |  |  |                          |  |  |                             |  |
| Carlotta Caterina de La Trémoille  |                     | Luigi III de La Trémoille       |                                    |  |  |       |  |  |                          |  |  |                             |  |
|                                    |                     | Jean de Montmorency             | Anne de Montmorency                |  |  |       |  |  |                          |  |  |                             |  |
|                                    |                     | Jean de Montmorency             | Anne de Montmorency                |  |  |       |  |  |                          |  |  |                             |  |
|                                    |                     | Jean de Montmorency             | Maddalena di Savoia                |  |  |       |  |  |                          |  |  |                             |  |
| Armando di Borbone-Condé           |                     | Jean de Montmorency             |                                    |  |  |       |  |  |                          |  |  |                             |  |
|                                    | Anne de Montmorency | Guillaume de Montmorency        |                                    |  |  |       |  |  |                          |  |  |                             |  |
|                                    | Anne de Montmorency | Guillaume de Montmorency        |                                    |  |  |       |  |  |                          |  |  |                             |  |
|                                    | Anne de Montmorency | Anna Pot                        |                                    |  |  |       |  |  |                          |  |  |                             |  |
| Enrico I di Montmorency            | Anne de Montmorency |                                 |                                    |  |  |       |  |  |                          |  |  |                             |  |
|                                    |                     | Maddalena di Savoia             | Renato di Savoia-Villars           |  |  |       |  |  |                          |  |  |                             |  |
|                                    |                     | Maddalena di Savoia             | Renato di Savoia-Villars           |  |  |       |  |  |                          |  |  |                             |  |
|                                    |                     | Maddalena di Savoia             | Anna Lascaris                      |  |  |       |  |  |                          |  |  |                             |  |
| Carlotta Margherita di Montmorency |                     | Maddalena di Savoia             |                                    |  |  |       |  |  |                          |  |  |                             |  |
|                                    |                     | Jacques de Budos                | Jean de Budos                      |  |  |       |  |  |                          |  |  |                             |  |
|                                    |                     | Jacques de Budos                | Jean de Budos                      |  |  |       |  |  |                          |  |  |                             |  |
|                                    |                     | Jacques de Budos                | Louise de Porcelet                 |  |  |       |  |  |                          |  |  |                             |  |
| Luisa di Budos                     |                     | Jacques de Budos                |                                    |  |  |       |  |  |                          |  |  |                             |  |
|                                    |                     | Catherine de Clermont-Montoison | Claude de Clermont-Montoison       |  |  |       |  |  |                          |  |  |                             |  |
|                                    |                     | Catherine de Clermont-Montoison | Claude de Clermont-Montoison       |  |  |       |  |  |                          |  |  |                             |  |
|                                    |                     | Catherine de Clermont-Montoison | Louise de Rouvroy de Saint-Simon   |  |  |       |  |  |                          |  |  |                             |  |
|                                    |                     | Catherine de Clermont-Montoison |                                    |  |  |       |  |  |                          |  |  |                             |  |